# Andorra la Vella
Andorra la Vella (katalonsko za Stara Andora, špansko Andorra la Vieja, francosko Andorre-la-Vieille) je glavno mesto kneževine Andore.

## Geografija in podnebje
Andorra la Vella se nahaja se na jugozahodu države v pirenejski dolini Gran Valira - ob sotočju dveh gorskih potokov, Valira del Nord in Valira del Orient. Z nadmorsko višino 1.023 m je najvišje ležeče glavno mesto v Evropi, priljubljeno smučarsko središče. Podnebje je zmerno s hladnimi zimami in toplimi suhimi poletji. Tempereature se gibajo v povprečju od -1 °C v januarju do 20 °C v juliju, letna količina padavin je 808 mm.

### Transport
Andorra la Vella zaradi svoje utesnjenosti med Pireneji in relativne majhnosti nima lastnega letališča, prav tako nima železniške postaje, z avtobusno progo je povezana s sosednjim krajem v francoskem departmaju Ariège L'Hospitalet-près-l'Andorre (okrožje Foix).

## Demografija in jezik
Andorci štejejo približno 33% populacije mesta, večino predstavljajo Španci (43%), pomembni manjšini sta Portugalci (11%) in Francozi (7%). Uradni jezik je katalonščina, poleg nje se govori tudi španščina, portugalščina in francoščina. Večina prebivalcev je rimokatolikov.

## Zgodovina
Ozemlje Andorre la Velle ("stara Andora") je bilo naseljeno že v obdobju poznega neolitika. Sama država je ena od prvotnih ozemelj Marca Hispanica, ki jih je ustanovil Karel Veliki v osmem stoletju kot zaščitno cono pred prodiranjem muslimanskih mavrov iz Iberskega polotoka v zahodno Evropo.
Naselbina je bila osrednje mesto Andore že od leta 1278. V ta čas sega njen stari del - Barri Antic - z ulicami in zgradbami. Njena najpomembnejša stavba Casa de la Vall - zgrajena v zgodnjem šestnajstem stoletju je sedež parlamenta od leta 1707. V vsem tem času je bila Andorra la Vella središče večinoma osamljene fevdalne države, ki je ohranjala svojo neodvisnost vsled načela ko-suverenosti med francosko državo in Urgelsko škofijo (1278).
Še globoko v dvajsetem stoletju je ozemlje okoli nje ostalo večinoma pozabljeno, tako država ni bila del Versajske mirovne pogodbe preprosto zaradi njene neopaznosti. Po političnem vrenju v 30. letih 20. stoletja in poskusu udara s strani ruskega plemiča in pustolovca Borisa Skosireva je bila uvedena neformalna demokracija.
Leta 1993 je državna ustava oblikovala parlamentarno demokracijo z izvršno, zakonodajno in sodno oblastjo s sedežem v Andorri la Velli.
V tem obdobju se je Andora z izgadnjo modernih bančnih uradov v samem mestu razvila v davčno oazo. Sam kraj se je poleg tega razvil v smučarsko središče in podal prošnjo za kandidaturo izvedbe XXI. zimskih olimpijskih iger leta 2010, vendar ga je MOK po ocenitvi svoje komisije zavrnil. V letih 1991 in 2005 je Andorra la Vella gostila Igre malih držav Evrope.

## Zanimivosti
Staro mestno jedro je zaznamovano s kamnitimi ulicami in hišami vključno s cerkvijo sv. Štefana, zgrajeno v romanskem slogu v 11. stoletju. Verjetno najstarejša zgradba v mestu je prav tako cerkev esglèsia santa Coloma iz 9. stoletja.

## Gospodarstvo
Andorra la Vella je gospodarsko središče države. 80% BDP prihaja od 10 milijonov turistov, ki letno prihajajo v Andoro. Mesto je prav tako sedež številnih bank, zraslih na temelju statusa davčne oaze. Država ni članica Evropske zveze, z njo ima sklenjene carinske dogovore, v uporabi je Evro.

## Pobratena mesta
- Valls (Valencia, Španija);
- Sant Pol de Mar, Španija
- Šid, Srbija